# Barcelona Open Banc Sabadell 2023
Barcelona Open Banc Sabadell 2023 — тенісний турнір, що проходив на ґрунтових кортах у місті Барселона (Іспанія) з 17 по 23 квітня. Належав до категорії ATP 500, був турніром серії Відкритий чемпіонат Барселони з тенісу 2023 року.

## Фінальна частина

### Одиночний розряд
Карлос Алькарас —  Стефанос Ціціпас 6–3, 6–4

### Парний розряд
Максімо Гонсалес /  Андрес Мольтені —  Веслі Колгоф /  Ніл Скупскі 6–3, 6–7(8–10), [10–4]